# Koszyce (Petite-Pologne)
Pour les articles homonymes, voir Koszyce.
Koszyce est une localité polonaise, siège de la gmina de Koszyce, située dans le powiat de Proszowice en voïvodie de Petite-Pologne.